# Liste der Fließgewässer im Flusssystem Fichtenohe

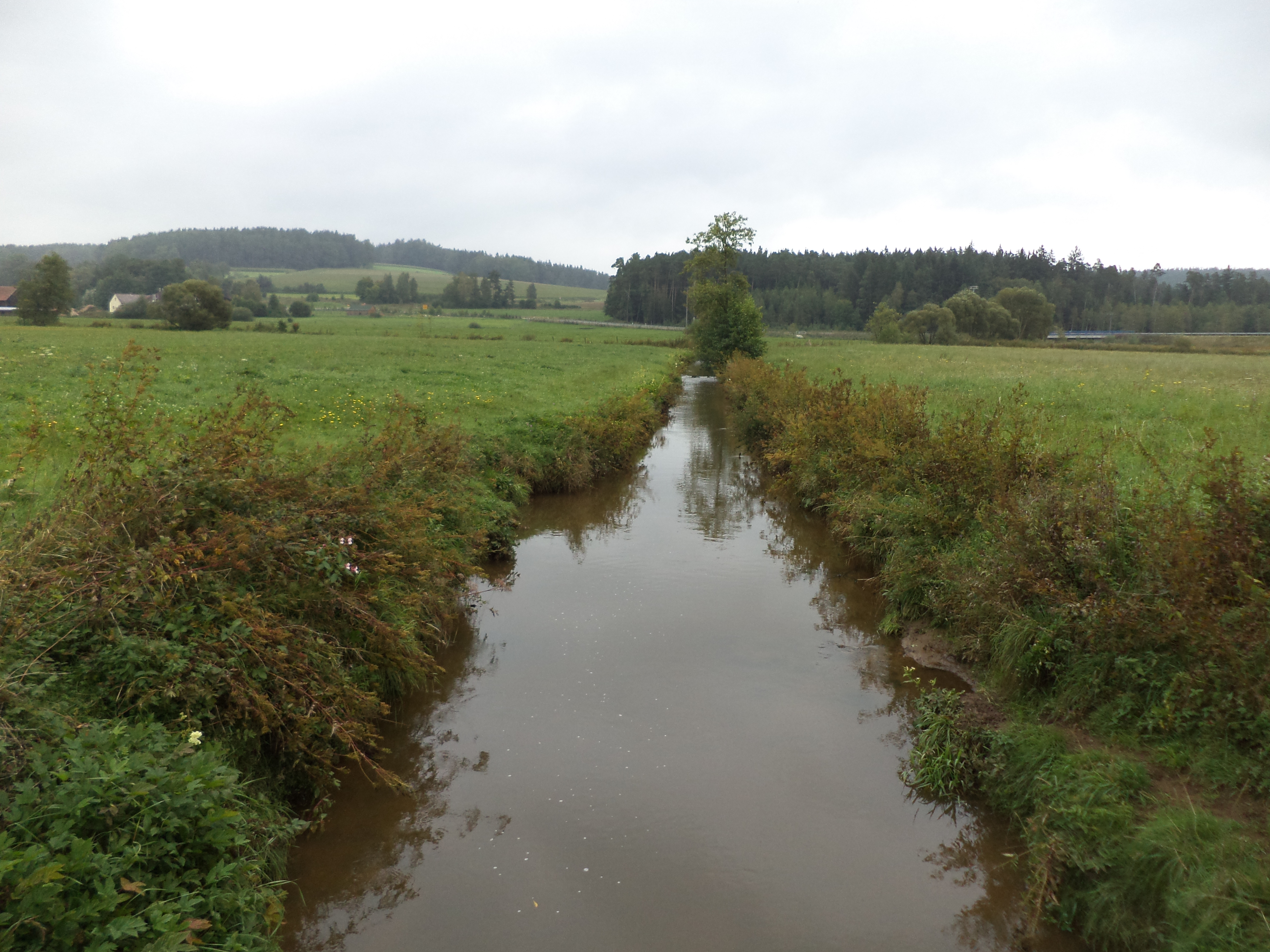
Fichtenohe

Die Liste der Fließgewässer im Flusssystem Fichtenohe umfasst alle direkten und indirekten Zuflüsse der Fichtenohe, soweit sie namentlich auf der Topographischen Karte 1:10000 Bayern Nord (DK 10), im Kartenwerk des Stadtplandienstes der Euro-Cities AG oder im Kartenservicesystem des Bayerischen Landesamts für Umwelt (LfU) aufgeführt werden. Namenlose Zuläufe und Abzweigungen werden nicht berücksichtigt. Wenn sich der Gewässername nach dem Zusammenfluss zweier Gewässerabschnitte ändert, werden die beiden Zuflüsse als Quellzuflüsse separat angeführt, ansonsten erscheint der Teilbereichsname in Klammern. Die Längenangaben werden auf eine Nachkommastelle gerundet. Die Fließgewässer werden jeweils flussabwärts aufgeführt. Die orografische Richtungsangabe bezieht sich auf das direkt übergeordnete Gewässer.

## Fichtenohe
Die Fichtenohe ist der gut 22 km lange Oberlauf der Pegnitz in Bayern. 

## Zuflüsse

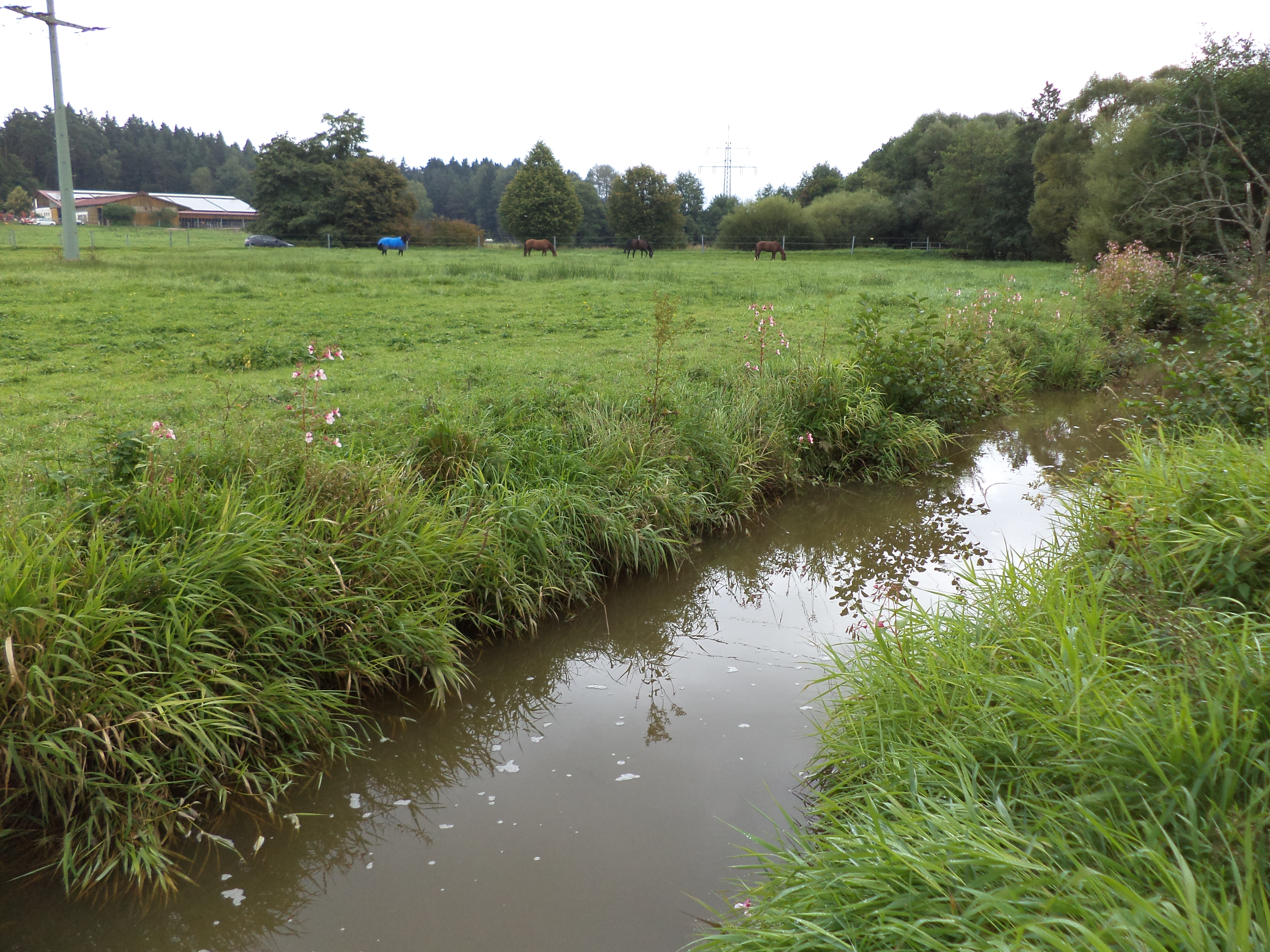
Zipser Mühlbach

Direkte und indirekte Zuflüsse der Fichtenohe
- Langwiesenbach (rechts)
- Käsbrunnengraben (rechts)
- Hämmerlesbach (rechts)
- Gemüsbach (rechts)
- Brunnbach (links)
- Wolfslohbach (links)
- Zipser Mühlbach (links)
  - Erlenbach (links)
  - Mühlbach (rechts)
    - Witzmainbach (rechter Quellbach)
    - Rödelbach (linker Quellbach)

  - Weihergraben (rechts)
    - Heroldsgraben (links)
    - Bärenwinkelgraben (rechts)
    - Böhmersreuthgraben (links)
    - Viehtriebgraben (links)
- Erlbach (rechts)
  - Butzengraben (rechts)
    - Büchenbach (links)
- Buchauer Bach (rechts)